# 外齒紋胸鮡
外齒紋胸鮡，為輻鰭魚綱鯰形目鮡科的其中一種，為熱帶淡水魚類，分布於亞洲婆羅洲西部Kapuas河流域，體長可達6.3公分，棲息在沙石底質且水質清澈的底層水域，生活習性不明。

## 扩展阅读
維基物種上的相關：外齒紋胸鮡